# 出羽錦忠雄

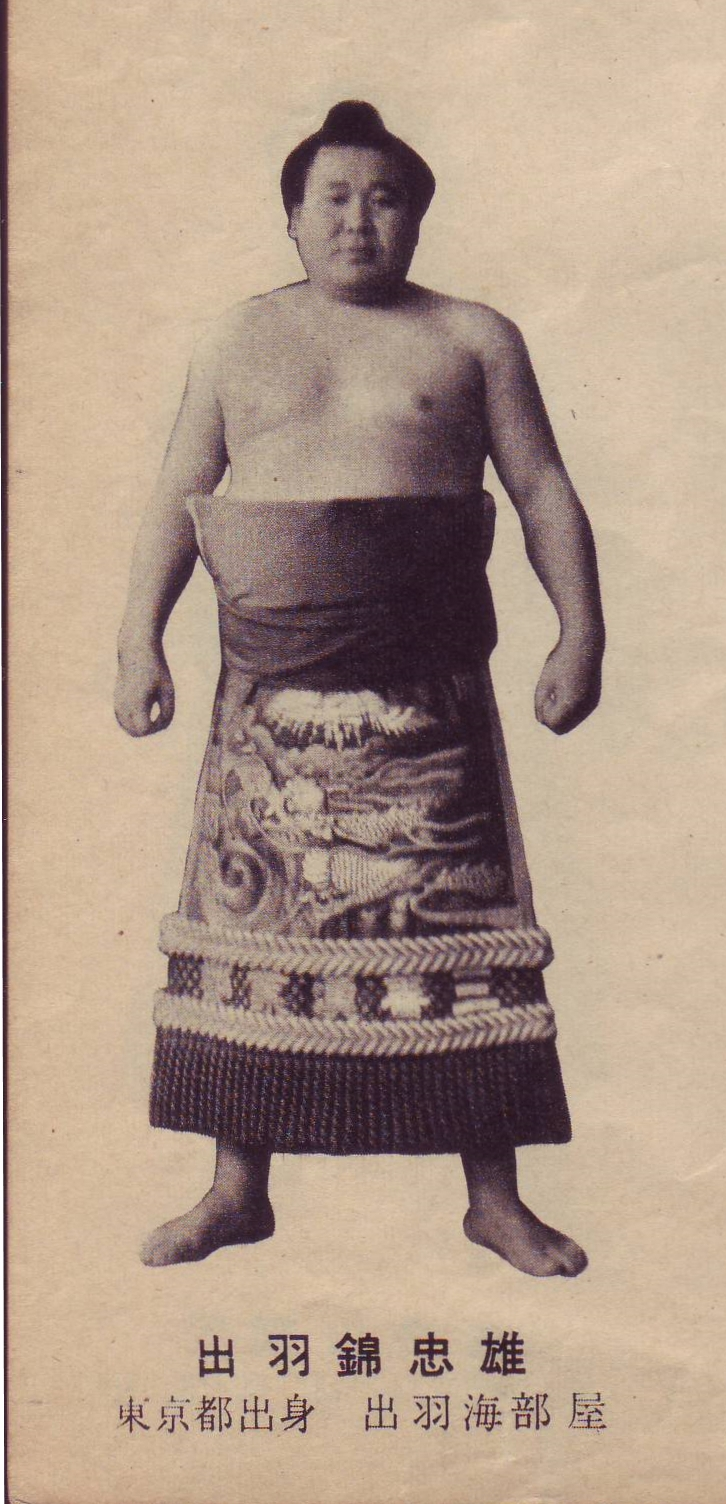

出羽錦忠雄（1925年7月15日—2005年1月1日），原名奈良崎忠雄（舊姓小倉）日本東京府南葛飾郡（現東京都墨田區）出身的前大相撲力士。他身高1.81米，重143公斤，所屬的相撲部屋是出羽海部屋。他的最高位置是東關脇。

## 生涯
他在1940年5月初次比賽，在1944年1月得刑三段目優勝。他在1944年和1945年的部分時間裡離開了相撲，但又返回並得到了j十兩的位置，導致1947年6月以9-1戰勝了十兩優勝。然後他被晉升為幕內力士，他在幕內的第一場比賽中以9-2的戰績贏得了準優勝（亞軍）。他繼續並在1949年10月贏得了他的第一個金星i，擊敗了橫綱前田山英五郎。1950年5月，他獲得了小結的等級。他在1956年5月取得了他職業生涯的最高位置關脇，但是3-9-3的戰績讓他回到了前頭的級別。他在1960年1月和1962年9月兩次獲得關脇的排名，但是在單次比賽之後兩次都回到了前頭級別。
他在1961年獲得了他的第二個殊勳賞，這是他在1947年第一次獲得後的14年。他在1963年3月贏得了他的第十個和最後一個金星，在比賽的第4天擊敗了大鵬幸喜。然後他在1964年9月以6-9的比賽結束後退役。截至2017年，只有安藝乃島勝己（16），高見山大五郎和栃乃洋泰一（12）以及土佐之海敏生（11）賺得更多。

## 引退
引退後，他作為日本相撲協會的年寄留在相撲界，在出羽海部屋擔任教練，並襲名田子之浦。他於1990年達到65歲的法定退休年齡。他於因胰腺癌2005年去世，享年79歲。